# Aa-strang
De Aa-strang is een Duits-Nederlandse rivier.
De Aa-strang, die in Duitsland de Bocholter Aa wordt genoemd, wordt in de omgeving van Velen gevormd door het samengaan van de beken: Thesingbach, Weißer Vennbach en Schwarzer Bach. De rivier loopt via Borken en Rhede naar Bocholt en vandaar verder westwaarts. Ten westen van Dinxperlo, bij de voormalige buurtschap Het Beggelder, vormt de rivier de grens tussen Duitsland en Nederland. Via Voorst bereikt de rivier de Oude IJssel en mondt ten oosten van Ulft daarin uit.
Op 18 april 1900 werd te Den Haag in een verdrag tussen Nederland en Duitsland geregeld hoe het grensgedeelte zou moeten worden verbeterd en beheerd, en hoe de kosten daarvoor zouden worden verdeeld. Dit verdrag voorzag onder meer in de aanleg van een stuw ter hoogte van Dinxperlo, die door Duitsland zou worden bediend.

## Zijwateren
Bij de buurtschap Voorst monden de Keizersbeek en de Zwarte Beek uit in de Aa-strang; bij Dinxperlo is dat de Holtwicker Bach (Holtwijker Beek), die ontspringt bij de Duitse plaats Holtwick.
- Gemeinsame Normdatei: 7520097-1
- Virtual International Authority File: 240120930